# 阿德莫爾 (奧克拉荷馬州)
阿德莫爾（Ardmore）位於美國奧克拉荷馬州卡特縣，是該縣的縣治，人口24,725人。阿德莫爾是70號美國國道以及35號州際公路的交會點。

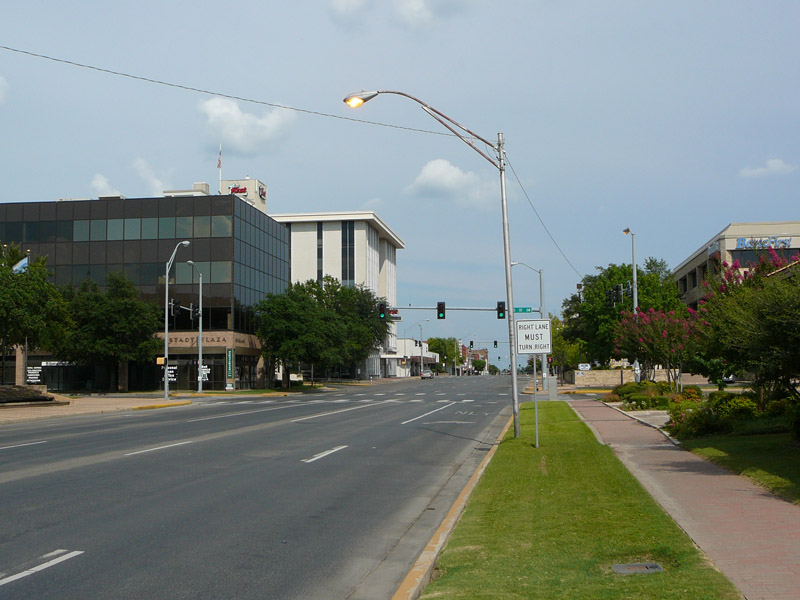
阿德莫爾